# Dương Thị Vân
Dương Thị Vân (* 20. September 1994 in Phủ Lý, Hà Nam) ist eine vietnamesische Fußballspielerin.

## Karriere

### Vereine
Auf Klubebene ist sie seit 2012 beim Than Khoáng Sản Việt Nam WFC.

### Nationalmannschaft
Erste Einsätze für die vietnamesische A-Nationalmannschaft sammelte sie spätestens ab dem Jahr 2016. Hier nahm sie mit der Mannschaft an der Qualifikation für das Olympiaturnier 2016 teil. Nach den Südostasienspielen 2019, war sie auch bei der Qualifikation für das Turnier im Jahr 2020 wieder dabei. Nach den Südostasienspielen 2021 folgte nach der erfolgreichen Qualifikation auch die Teilnahme an der Asienmeisterschaft 2022.
Am 2. Juli 2023 wurde sie für den finalen Kader bei der Weltmeisterschaft 2023 nominiert.